# Ніно (мегрельська княгиня)

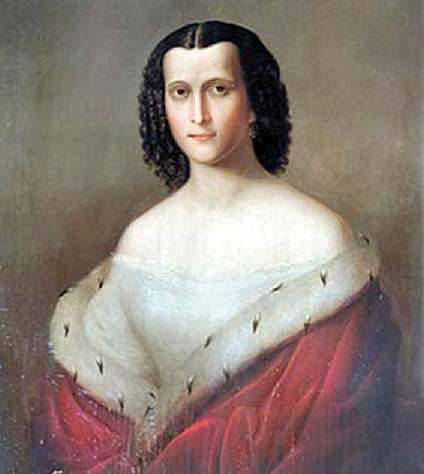
Ніно, мегрельська княгиня.

Ніно Багратіоні (груз. ნინო) (1772 – 1847) - грузинська царівна (батонішвілі), дочка царя Георгія XII і дружина Грігол Дадіані, князя Мінгрелії. Ніно народилася в Тбілісі. У віці 19 років, Ніно вийшла заміжза Грігол Дадіані. Ніно мала шестеро дітей, два сини і чотири дочки.